# シダレブラシノキ

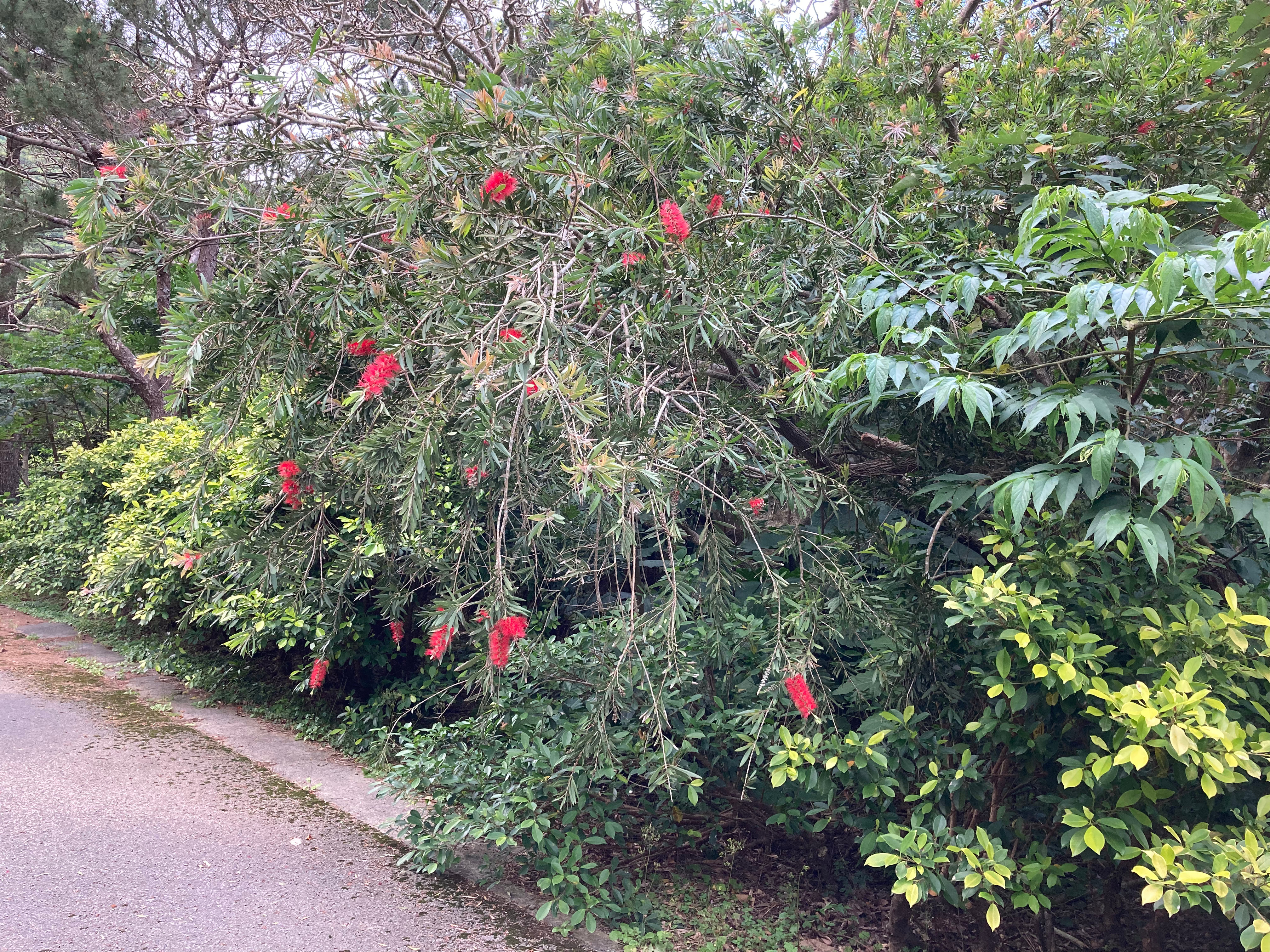
緑地への植栽（2024年3月 沖縄県石垣市 底原ダム付近）

シダレブラシノキ（別名シダレハナマキ、学名：Melaleuca viminalis）はフトモモ科コバノブラシノキ属の常緑高木。種小名はしなやかに垂れ下がる枝を意味する。

## 属の分類
現在、本種を含むブラシノキ属Callistemonやコバノブラシノキ属Melaleucaの分類について再編が進みつつある。両属の違いは雄しべの基部が分離するか、束状に結合するかのみで分けられていたが、両属の違いは人為的なものに過ぎず、統合すべきとの提案は1800年代からなされてきた。近年のDNA研究の成果をもとに、これらをMelaleucaへ統合すべきとする見解の他に、逆に多くの新属を設け細分化すべきとする説もある。このような経緯から、既往文献は本種の属名をブラシノキ属Callistemonと表記するものが多いが、本稿ではBrophy et al. (2013)及びPOWOに従いMelaleucaへ含める。

## 下位分類群
2亜種が記載されている。基亜種subsp. viminalisは熱帯から温帯に広く栽培され、複数の幹からなり、高さ15mまで。亜種subsp. rhododendronはまだ栽培されておらず、幹は1本からなり、高さ35mに達する。
'Hannah Ray'ハナレイをはじめ、多くの園芸品種が作出されている。

## 特徴
塾は繊維状で硬い。葉は細長く3–7cm、幅4–7mmで互生する。枝が長く垂れ下がり、枝先近くに長さ4–15cmのブラシ状の穂状花序を形成する。穂状花序は15–50個の花からなり、雄しべは5束、1束あたり9–14本つき、花糸は長さ約3cmで赤く、葯は暗紫色。沖縄県内では花期は春で、熱帯地域では周年開花。果実は茶色い木質の蒴果で径6mmほど。花序の枝先は成長を続け、開花中の花序の根元側には前回の開花後に結実した多数の蒴果が残っていることが多い。

## 分布と生育環境
基亜種subsp. viminalisはオーストラリアのクイーンズランド州ヨーク岬からニューサウスウェールズ州北東部の海岸に広く生育する。亜種subsp. rhododendronはクイーンズランド州インジューンに自生する。

## 利用
公園樹、街路樹、庭木用。ブラシノキの仲間では本種が沖縄県内に多く植栽されている。